# كأس تونس لكرة السلة للسيدات
كأس تونس لكرة السلة للسيدات هي مسابقة لرياضة كرة السلة سنوية تنظم في تونس من قبل الجامعة التونسية لكرة السلة منذ 1966.

## الفائزين

### حسب السنة
| - 1965–66: الزيتونة الرياضية - 1966–67: نادي التعاون الرياضي - 1967–68: الاتحاد الرياضي الرادسي - 1968–69: نادي النقل برادس - 1969–70: الزهراء الرياضية - 1970–71: الزيتونة الرياضية - 1971–72: الجمعية النسائية بتونس - 1972–73: الزيتونة الرياضية - 1973–74: الزيتونة الرياضية - 1974–75: الزيتونة الرياضية - 1975–76: الجمعية النسائية بتونس - 1976–77: الزيتونة الرياضية - 1977–78: الزيتونة الرياضية - 1978–79: الزيتونة الرياضية - 1979–80: الزيتونة الرياضية - 1980–81: الزيتونة الرياضية - 1981–82: الملعب التونسي - 1982–83: الترجي الرياضي التونسي - 1983–84: الترجي الرياضي التونسي - 1984–85: الملعب التونسي - 1985–86: شبيبة بوقطفة الرياضية - 1986–87: شبيبة بوقطفة الرياضية - 1987–88: الترجي الرياضي التونسي - 1988–89: الملعب التونسي - 1989–90: الهلال الرياضي التونسي - 1990–91: الملعب التونسي - 1991–92: الهلال الرياضي التونسي - 1992–93: الهلال الرياضي التونسي - 1993–94: الملعب التونسي | - 1994–95: الملعب التونسي - 1995–96: الملعب التونسي - 1996–97: الزيتونة الرياضية - 1997–98: النادي الرياضي الصفاقسي - 1998–99: الزيتونة الرياضية - 1999–00: الملعب التونسي - 2000–01: الملعب التونسي - 2001–02: النادي الرياضي الصفاقسي - 2002–03: النادي الرياضي لشرطة المرور - 2003–04: الزيتونة الرياضية - 2004–05: النادي الرياضي الصفاقسي - 2005–06: النادي الرياضي الصفاقسي - 2006–07: النادي الرياضي الصفاقسي - 2007–08: الأمل الرياضي بالوطن القبلي - 2008–09: النادي الرياضي الصفاقسي - 2009–10: الأمل الرياضي بالوطن القبلي - 2010–11: الدالية الرياضية بقرمبالية - 2011–12: النادي الرياضي لشرطة المرور - 2012–13: النادي الرياضي الصفاقسي - 2013–14: النادي الرياضي لشرطة المرور - 2014–15: الأمل الرياضي بالوطن القبلي - 2015–16: الأمل الرياضي بالوطن القبلي - 2016–17: النادي الرياضي لشرطة المرور - 2017–18: النادي الرياضي لشرطة المرور - 2018–19: النادي الرياضي لشرطة المرور - 2019–20: الأمل الرياضي بالوطن القبلي - 2020–21: الزهراء الرياضية - 2021–22: الأمل الرياضي بالوطن القبلي - 2022–23: الشبيبة الرياضية بالمنازه |

### حسب الفرق
| الفريق                      | الألقاب |
| --------------------------- | ------- |
| الزيتونة الرياضية           | 13      |
| الملعب التونسي              | 9       |
| النادي الرياضي الصفاقسي     | 7       |
| النادي الرياضي لشرطة المرور | 6       |
| الأمل الرياضي بالوطن القبلي | 6       |
| الهلال الرياضي التونسي      | 3       |
| الترجي الرياضي التونسي      | 3       |
| شبيبة بوقطفة الرياضية       | 2       |
| الجمعية النسائية بتونس      | 2       |
| نادي النقل برادس            | 2       |
| الزهراء الرياضية            | 2       |
| الدالية الرياضية بقرمبالية  | 1       |
| الشبيبة الرياضية بالمنازه   | 1       |
| نادي التعاون الرياضي        | 1       |

## مقالات ذات صلة
- بطولة تونس لكرة السلة للسيدات
- كأس تونس لكرة السلة للرجال
- الجامعة التونسية لكرة السلة

## وصلات خارجية
- ftbb.org.tn

## الملاحظات
1. ↑  هي جمعية رياضية تتكون من متعاونين أجنبيين يعملون في تونس، والتي شاركت في عدة مسابقات بين 1966 و1967.